# Bruceiella wareni
Bruceiella wareni is een slakkensoort uit de familie van de Skeneidae. De wetenschappelijke naam van de soort is voor het eerst geldig gepubliceerd in 2004 door Okutani, Hashimoto & Sasaki.